# Behemoth: Or the Game of God
Behemoth: Or the Game of God es un cortometraje de acción y misterio de Mosotho de 2020 dirigido por Lemohang Jeremiah Mosese y coproducido por Hannah Stockmann. Está protagonizada por Tseko Monaheng como 'Predicador'.
Se proyectó en diversos festivales internacionales de cine.

## Sinopsis
El "predicador" (Tseko Monaheng) va por todas partes proclamando a los lugareños que su dios está en el mismo ataúd que él va arrastrando.

## Proyecciones internacionales
- Festival Internacional de Cortometrajes de Clermont-Ferrand, Francia - 6 de febrero de 2016[5]
- Festival de Cine Africano AfryKamera, Polonia - 23 de abril de 2016
- Tenerife Shorts, España - 10 de septiembre de 2016
- L'Étrange Festival, Francia - 10 de septiembre de 2016